# Psoralea holosericea
Psoralea holosericea är en ärtväxtart som beskrevs av Rupert Charles Barneby. Psoralea holosericea ingår i släktet Psoralea och familjen ärtväxter. Inga underarter finns listade i Catalogue of Life.